# Rannapungerja (rzeka)
Rannapungerja (est. Rannapungerja jõgi) – rzeka przepływająca przez gminy Tudulinna i Mäetaguse w prowincji Virumaa Wschodnia w Estonii. Rzeka wypływa z miejscowości Atsalama. Uchodzi do jeziora Pejpus w miejscowości Rannapungerja. Ma długość 52 km i powierzchnię dorzecza 594,6 km². W pobliżu rzeki na północ od miejscowości Rannapungerja znajduje się grupa kilku kurhanów. Głównymi dopływami są Mäetaguse i Tagajõgi.